# Niphopyralis albida
Niphopyralis albida là một loài bướm đêm trong họ Crambidae.